# 直川村 (大分県)
直川村（なおかわそん）は、大分県の南端にあった村。
佐伯市の合併前まで大分県内の村では唯一の『そん』読みであった。
2005年3月3日に佐伯市と南海部郡5町3村は合併し、新たな佐伯市となった。

## 地理
- 河川：久留須川、赤木川、横川川

## 歴史
- 1951年（昭和26年）4月1日 - 直見村、川原木村の合体合併により直川村となる。
- 2005年（平成17年）3月3日 - 佐伯市と南海部郡5町3村が新設合併し、新たな佐伯市が誕生。

## 行政
- 村長：戸高寿生（1997年 - 2005年）

## 経済

### 産業
- 主な産業
- 産業人口

### 一村一品
平松守彦元大分県知事が提唱した「一村一品運動」で、以下の特産品が直川村の「一村一品」に指定されていた。
- いちご
- 菊
- 陸地みそ
- 手造りジャム
- かりんとう
- 村のアイス
- 焼酎「むぎゅ」

## 地域
「かぶとむしの村を創る会」が、「かぶとむしの村」創りに意欲的に取り組む。そのランドマーク的オブジェとして、「日本一のカブトムシのモニュメント」が直川駅そばに平成16年2月4日竣工。「昆虫館」「かぶとむし自然産卵場」「かぶとむし養殖場」などもある。
「体験公園亀の甲なおかわ」には、全国屈指の甘酒工場を擁する「ぶんご銘醸」も立地しているが、この貸し農園は「IT型農園」の別称もあり、パソコン上で、どこからでも観察できるライブカメラが設置され、収穫・管理等に威力を発揮している。

### 教育

#### 中学校
- 直川村立直川中学校

#### 小学校
- 直川村立直川小学校

## 交通

### 鉄道路線
- 九州旅客鉄道
  - 日豊本線：直見駅 - 直川駅
- 中心となる駅：直川駅

### 道路

#### 国道
- 国道10号

#### 県道
- 一般県道
  - 大分県道603号赤木吹原佐伯線
  - 大分県道608号笠掛直見停車場線
  - 大分県道609号上爪清見園線

## 名所・旧跡・観光スポット・祭事・催事

### 祭り
- 憩の森キャンプ場まつり
- ふるさと盆踊り大会・納涼花火大会（8月15日）

### スポーツ大会
- 直川鉱泉ロードレース大会

### 観光スポット
- 憩の森昆虫館
- 森林公園憩の森キャンプ場